# Rambouillet
Rambouillet, ejtsd [ʁɑ̃bujɛ], település Franciaországban, Yvelines megyében. Lakosainak száma 27 145 fő (2022. január 1.). Rambouillet Les Bréviaires, Clairefontaine-en-Yvelines, Gazeran, Orcemont, Le Perray-en-Yvelines, Poigny-la-Forêt, Sonchamp és Vieille-Église-en-Yvelines községekkel határos.
A rambouillet-i kastély a 14–15. században épült, később többször kibővítették, átépítették. A 17. századtól a Bourbon királyi család különböző tagjainak lakóhelye, vadászkastélya volt, csendes környezete miatt gyakran fogadtak itt külföldi követeket. 1804–1815 között Napóleon császár kedvelt tartózkodási helye volt. 1883-tól 2009-ig a francia köztársasági elnökök pihenőhelyeként szolgált, ekkor az állam visszavette és múzeumként megnyitotta a nyilvánosság előtt.

## Népesség
A település népessége az elmúlt években az alábbi módon változott:
| Lakosok száma | 25 926 | 25 456 | 26 202 | 26 736 | 26 933 | 27 141 | 27 043 | 26 816 | 27 145 |
|               | 2013   | 2015   | 2016   | 2017   | 2018   | 2019   | 2020   | 2021   | 2022   |